# San José Buena Vista
San José Buena Vista är en ort i Mexiko.   Den ligger i kommunen Ajalpan och delstaten Puebla, i den sydöstra delen av landet, 230 km sydost om huvudstaden Mexico City. San José Buena Vista ligger 1 289 meter över havet och antalet invånare är 1 073.
Terrängen runt San José Buena Vista är varierad. Runt San José Buena Vista är det tätbefolkat, med 427 invånare per kvadratkilometer. Närmaste större samhälle är Tehuacán, 14,5 km väster om San José Buena Vista. Trakten runt San José Buena Vista består till största delen av jordbruksmark.